# Agrotis certificata
Agrotis certificata är en fjärilsart som beskrevs av Walker 1865. Agrotis certificata ingår i släktet Agrotis och familjen nattflyn. Inga underarter finns listade i Catalogue of Life.